# はるかなるレムリアより
『はるかなるレムリアより』は、高階良子による日本の漫画作品。

## 概要
『なかよし』（講談社）にて1975年1月号から同年5月号まで連載された。全5話。単行本は同社の講談社コミックスなかよしより全1巻。後に、同社の講談社漫画文庫より高階良子傑作選2として「タランチュラのくちづけ」を併載して刊行されている。2013年には秋田書店より「高階良子選集」が刊行され、その第18集に「ドリーム・ドーム」と一緒に収録された。
レムリア（本作ではムー大陸と同一として扱われている）、地球空洞説、輪廻転生、前世などを下敷きとしたストーリー展開である。

## 主要登場人物
長脇涙（ながわき るい）
主人公。高名な考古学者の父親、M大で考古学を専攻する兄、母親、妹との5人暮らし。8年前に失踪した幼なじみの紀彦（ノン）が竜宮城へ行ったと信じている。実は、永遠の女神とも呼ばれる人類の女王「アムリタデヴィ」が転生した姿。前世の記憶が復活して一時的に現世の人格が深層意識に沈んでしまうが、紀彦の必死の心の呼びかけにより現世の人格が戻り2人は1つになり、新たなレムリアの帝王「ラ・ムー」になる。
ナーガラージャ
ラ・ムーの側近にして、涙を守る守護神。他の2人と同様に代替わりしており、涙の幼馴染・紀彦が継いでいる。少々感情に流されやすく、人間だった頃のことを忘れたかのような仲間に窘められることが多々ある。
サンダーバード
先代ラ・ムーの側近にして、ラ・ムー候補。『デビルマン』の妖鳥シレーヌのように頭部に翼が生じており、全身を羽毛が覆っている。人間のマイナス面に囚われて人類を蔑みがちだが、思い遣り助け合うプラス面を見失ってはいない。
スカラベ
先代ラ・ムーの側近にして、ラ・ムー候補。甲虫の姿であり、その肉体は硬い。
ラ・ムー
レムリア帝国の帝王。アムリタデヴィと心を1つにすることで永遠の命と無限の能力を得るが、彼女と引き離されると寿命は永遠ではなくなり、その力は失われてしまう。そのため、アムリタデヴィの転生を捜し出し、次代のラ・ムーとなるべく定めた世代交代した側近の誰かがラ・ムーになることを定めて絶命した。
ガアリイ
地底に住む暗黒神。涙の前世であるアムリタデヴィを誘拐し自らのモノとしてラ・ムーになろうと企むが、拒絶されカッとなって殺してしまう。

## 用語
レムリア帝国
7万年前に太平洋上に存在したレムリア大陸に栄えた超古代文明の王国。アムリタデヴィを誘拐されてラ・ムーは能力の殆どを失い、帝国は滅び大陸は一夜にして海中に沈んだ。ラ・ムーとナーガラージャら3名の側近らは地底に逃れ、地球空洞説による楽園を築くも力尽きて絶命した。その楽園は地上が死の霧に覆われた際、現人類の避難場所となった。地底に築かれた楽園こそが第2のレムリアと呼ばれる。
死の霧
地球を死滅させるガス。上空に蓄積された排気ガスが太陽光線により化学変化を起こした猛毒ガスであり、その変化が起きるのが上空でありすぎて排気ガスを作り出した大都市だけでなく、公害の無かった自然に恵まれた土地にまで被害を齎すことになった。最終的に地球上を覆ってしまう。

## 書誌情報
- 高階良子『はるかなるレムリアより』講談社〈講談社コミックスなかよし〉、1975年8月1日。ISBN 4-06-108221-3。
  - 初版はISBNが適用される以前の出版物のため、ISBNが存在しない。
- 高階良子、佐山哲郎『はるかなるレムリアより』講談社〈講談社漫画文庫 高階良子傑作選2〉、1999年6月。ISBN 4-06-260593-7。
- 高階良子『高階良子選集18 ドリーム・ドーム』秋田書店、2013年10月16日発売。ISBN 978-4-253-09403-0。